# Okolnir
Okolnir ("Nunca Frio"), na mitologia nórdica, é um plano localizado no salão de Brimir e mencionado em stanza 37 do poema Voluspâ da Edda em verso. A locação deste plano não é mencionada no poema.